# Suttungr (satèl·lit)
Suttungr és un satèl·lit natural retrògrad de Saturn. Va ser descobert per Brett J. Gladman l'any 2000, i rebé la designació temporal S/2000 S 12. Va rebre el nom de Suttungr, un gegant de la mitologia nòrdica.
Suttungr mesura uns 5,6 km de diàmetre, i orbita Saturn a una distància de 19,6 milions de km en 1.029,7 dies, amb una inclinació de 174º a l'eclíptica i amb una excentricitat de 0,131.
Va ser nomenat l'agost del 2003.